# Adam Czerniakow
Adam Abram Czerniaków (Varsóvia, 30 de novembro de 1880 – 23 de julho de 1942) foi um engenheiro e senador polonês.
Foi líder do Conselho Judeu, o Judenrat, de Varsóvia, durante a Segunda Guerra Mundial. Cometeu suicídio ao engolir uma pílula de cianeto um dia depois do começo do Grossaktion Varsóvia ("Grande Ação"), a deportação e assassinato em massa de judeus do gueto de Varsóvia durante o verão de 1942, começando em 22 de julho.

## Biografia
Czerniaków nasceu na capital polonesa em 1880, na época designada Polônia do Congresso. Estudou engenharia em Varsóvia e em Dresden, tendo sido também professor na comunidade judaica de Varsóvia. De 1927 a 1934, foi vereador da câmara municipal da capital e em maio de 1930 foi eleito senador da República da Polônia. Ainda que fosse membro do conselho executivo da comunidade judaica antes mesmo da eclosão da Segunda Guerra, os judeus de Varsóvia não o viam como seu líder. Czerniaków não era membro de nenhum partido político judeu, nem falava o iídiche muito bem, sendo considerado um judeus assimilado.
Em 4 de outubro de 1939, dias depois do país se render à Alemanha Nazista, Czerniaków foi eleito líder do Conselho Judeu, o Judenrat. Os membros do conselho da comunidade judaica fugiram da cidade com a invasão alemã e o prefeito de Varsóvia pediu que ele assumisse seu lugar como líder dos judeus da cidade. Nos primeiros meses, alguns membros do Judenrat conseguiram escapar do país. Czerniaków também teve oportunidades de fugir da Polônia ocupada, mas não apenas se recusou a fugir como criticou quem o fez. Ele era responsável por implementar as ordens alemãs e a ajudar na realocação dos judeus para o Gueto de Varsóvia.

## As deportações do gueto

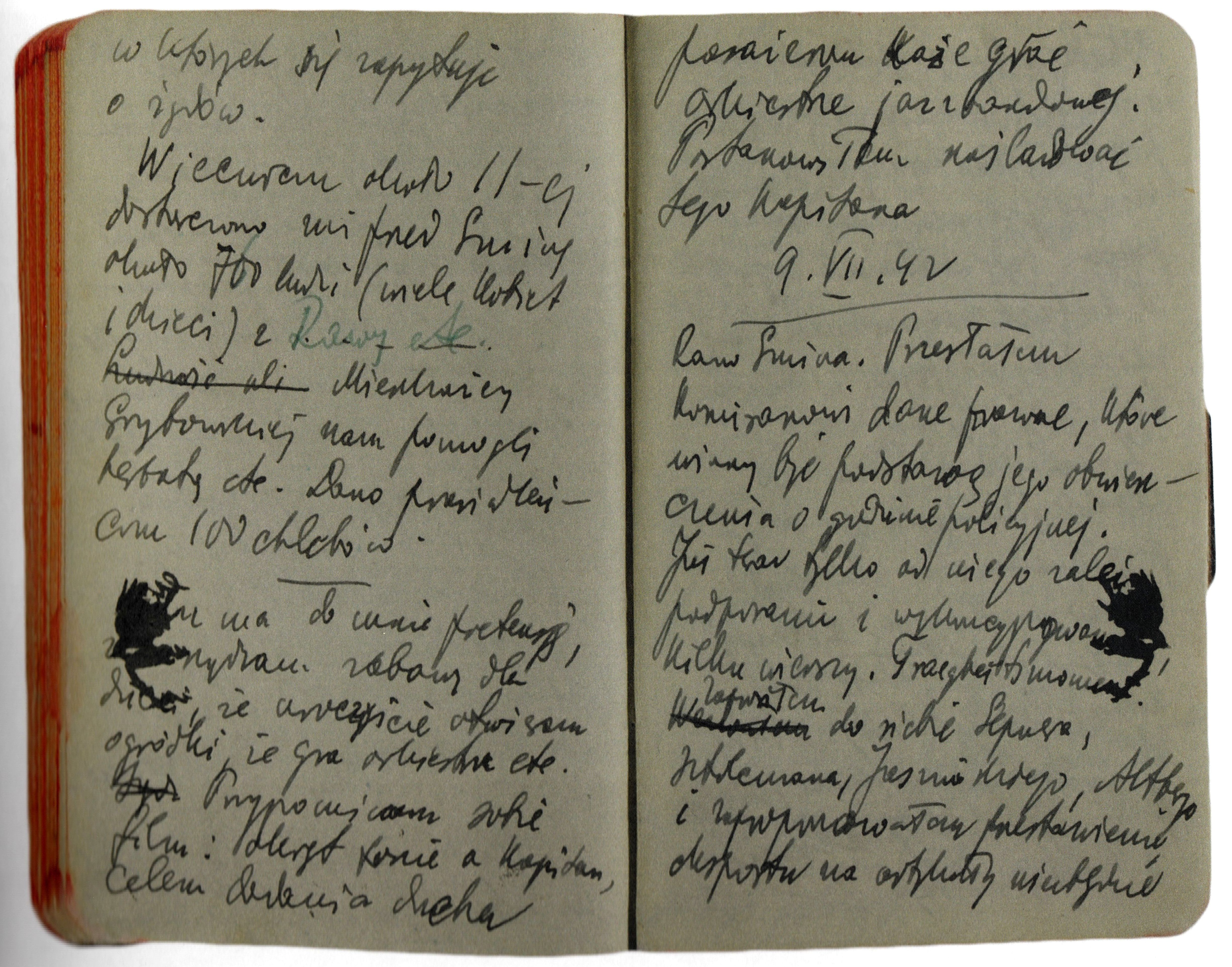
O diário pessoal de Czerniaków

Quando as autoridades alemãs começaram a se preparar para deportações em massa de judeus do Gueto de Varsóvia para o recém-construído campo de extermínio de Treblinka em julho de 1942, o Judenrat recebeu ordens de elaborar e fornecer listas dos judeus da cidade e mapas de suas residências. Em 22 de julho de 1942, o Judenrat foi informado pela SS de que todos os judeus de Varsóvia seriam "reassentados" no leste.
Exceções foram feitas para judeus que trabalhavam em fábricas alemãs nazistas, funcionários de hospitais judeus, membros do conselho e da polícia judaica do gueto com suas famílias. Ao longo daquele dia, Czerniaków obteve isenções para alguns indivíduos, incluindo trabalhadores do saneamento básico, maridos de mulheres que trabalhavam em fábricas e alguns estudantes. As ordens afirmavam que as deportações começariam imediatamente a uma taxa de 6 mil pessoas por dia, a serem fornecidas pelo Judenrat e pela Polícia do Gueto. O fracasso resultaria na execução de 100 reféns, incluindo funcionários do conselho e a esposa de Czerniaków.
Czerniaków  foi duramente criticado pela resistência clandestina de Varsóvia pelo que consideravam uma colaboração com os nazistas. No entanto, a política de Czerniaków de tentar trabalhar dentro do sistema foi sua tentativa de salvar vidas. Ele tentou manter os alemães fora dos assuntos internos do gueto tanto quanto possível; isso permitiu que os judeus contrabandeassem ilegalmente alimentos e outras necessidades restritas pelos nazistas. Em seu contato diário com a polícia alemã, Czerniaków tentou despertar alguma simpatia pela situação dos judeus de seu gueto e obter ajuda deles. Isso geralmente não funcionava, porém, e Czerniaków foi até espancado duas vezes por seus esforços.

## Morte

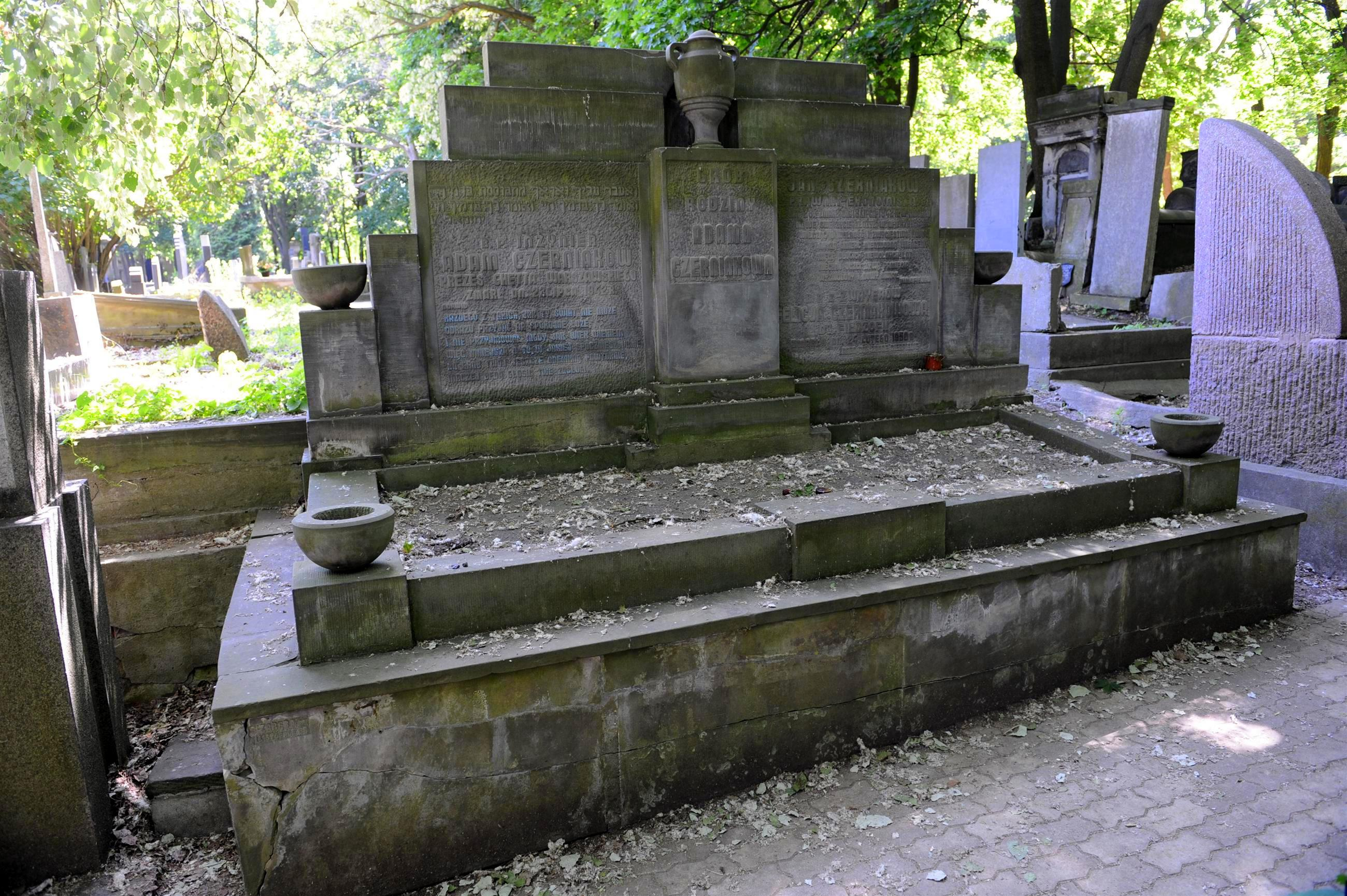
Lápide de Adam Czerniaków e de sua esposa

Ao saber que o destino das deportações era o extermínio, Czerniaków implorou às autoridades alemãs, mas não conseguiu obter uma isenção para as crianças do orfanato de Janusz Korczak ou de outros orfanatos do gueto. Quando falhou em seus pedidos, ele voltou ao seu escritório na rua Grzybowska e se matou tomando uma cápsula de cianeto, aos 61 anos. Deixou uma nota de suicídio para sua esposa, dizendo “Eles exigem que eu mate crianças do meu povo com minhas próprias mãos. Não tenho mais nada a fazer senão morrer”, e outro aos seus companheiros de conselho, explicando: “Não aguento mais tudo isso. Meu ato vai provar a todos o que é certo fazer.” Ele foi sucedido por seu vice, Marek Lichtenbaum, morto a tiros pelos alemães dentro do gueto, no mesmo dia.
Czerniaków foi sepultado no Cemitério Judaico da Rua Okopowa, em Varsóvia.

## Diário
Czerniaków manteve um diário de 6 de setembro de 1939 até o dia de sua morte. Ele foi originalmente publicado em 1979 e depois traduzido para o inglês. Sua esposa, Felicja “Niunia” Czerniaków (1883 - 1950), que sobreviveu à guerra após fugir para o lado ariano da cidade e ficar escondida na casa de sua antiga empregada, guardou os diários do marido, que foram publicados após sua morte. O único filho do casal, Jan Czerniaków (1914 - 1942), advogado e economista de formação, foi enviado para o Quirguistão, onde morreu sob circunstâncias nunca esclarecidas, em 18 de julho de 1942.